# Deci-
Deci (símbol d) és un prefix del Sistema Internacional que indica un factor de 10-1, 1/10 o 0,1. Adoptat el 1795, prové del llatí decimus; que significa desè. Per exemple:
- 1 decímetre = 1 dm = 10-1 metres = 0,1 metres
- 1 decigram = 1 dg = 10-1 grams = 0,1 grams
- 1 decilitre = 1 dL = 10-1 litres = 0,1 litres